# 4 juin
Pour les articles homonymes, voir Quatre-Juin.
4 mai 4 juillet
Chronologies thématiques
- Croisades
- Ferroviaires
- Sports
- Disney
- Anarchisme
- Catholicisme

Abréviations / Voir aussi
- (° 1852) = né en 1852
- († 1885) = mort en 1885
- a.s. = calendrier julien
- n.s. = calendrier grégorien
- Calendrier
- Calendrier perpétuel
- Liste de calendriers
- Naissances du jour

Le 4 juin est le 155e jour, moins souvent le 156e, de l'année du calendrier grégorien ; il en reste ensuite 210.
Son équivalent était généralement le 16 prairial du calendrier républicain ou révolutionnaire français, officiellement dénommé jour de l'œillet (la fleur).

## Événements

### XIesiècle
- 1039 : Henri III du Saint-Empire succède à son père Conrad II (voir décès de ce dernier ci-après).
- 1094 : Pierre Ier devient roi d'Aragon et de Pampelune.

### XIVesiècle
- 1391 : début des persécutions anti-juives de 1391 à Séville.

### XVesiècle
- 1469 : mariage du duc de Florence Laurent de Médicis avec Clarisse Orsini.

### XVIIesiècle
- 1629 : naufrage du Batavia.

### XVIIIesiècle
- 1719 : victoire russe à la bataille de l'île d'Ösel, pendant la grande guerre du Nord.
- 1745 : victoire de Frédéric II de Prusse, à la bataille de Hohenfriedberg, pendant la guerre de succession d'Autriche.
- 1795 : combat de Floranges, pendant la Chouannerie.

### XIXesiècle
- 1802 : Charles-Emmanuel IV de Sardaigne abdique en faveur de son frère, Victor-Emmanuel Ier.
- 1813 : signature de l'armistice de Pleiswitz, entre Napoléon Bonaparte et la sixième coalition.
- 1814 : signature de la charte constitutionnelle de 1814.
- 1815 : bataille de Redon, pendant la chouannerie de 1815.
- 1831 : Léopold Ier est élu roi des Belges.
- 1859 : Napoléon III bat Ferencz Gyulai, à la bataille de Magenta, pendant la deuxième guerre d'indépendance italienne.
- 1878 : convention anglo-ottomane, confiant au Royaume-Uni l'administration de Chypre.
- 1887 : création, par décret, de l'Institut Pasteur.

### XXesiècle
- 1916 : début de l'offensive Broussilov, conduite par Alexeï Broussilov, lors de la Première Guerre mondiale.
- 1920 : signature du traité de Trianon.
- 1923 : le groupe anarchiste Los Solidarios tue le cardinal Juan Soldevilla y Romero.
- 1932 : un coup d'État met en place la République socialiste du Chili qui sera renversée douze jours plus tard.
- 1936 : Léon Blum est élu président du Conseil en France. Il succède au radical-socialiste Albert Sarraut.
- 1940 : fin de l'évacuation de Dunkerque. Winston Churchill prononce le discours We Shall Fight on the Beaches.
- 1942 : début de la bataille de Midway.
- 1943 : révolution de 1943 en Argentine.
- 1944 : les troupes alliées libèrent Rome.
- 1947 : résolution no 26 du Conseil de sécurité des Nations unies, sur des questions de procédure.
- 1948 : Daniel François Malan devient Premier ministre d'Afrique du Sud et met en place l'apartheid.
- 1956 : résolution 114 du Conseil de sécurité des Nations unies sur la Palestine.
- 1958 : discours de Charles de Gaulle à Alger, amorcé par son fameux Je vous ai compris.
- 1970 : indépendance des Tonga (et leur future fête nationale plus loin).
- 1989 :
  - fin sanguinaire des manifestations de la place Tian'anmen, en Chine.
  - les premières élections libres en Pologne, depuis l'instauration du régime communiste, voient la victoire du syndicat opposant Solidarność (« Solidarité »).
  - la catastrophe ferroviaire d'Oufa fait 575 morts.

### XXIesiècle
- 2001 : couronnement de Gyanendra Bir Bikram Shah Dev comme roi du Népal.
- 2009 : début des élections européennes de 2009.
- 2014 : massacre de Bardari pendant l'insurrection de Boko Haram en Afrique de l'ouest.
- 2023 : en Guinée-Bissau, les élections législatives ont lieu afin de renouveler les 102 membres de l'assemblée nationale populaire du pays après la dissolution par le président Umaro Sissoco Embaló. Son parti ne parvient pas à s'imposer face à la coalition menée par les partis adverses qui remporte la majorité absolue et contraint ainsi le chef de l'état à une cohabitation[1].

## Arts, culture et religion
- 1666 : première représentation du Misanthrope de Molière au Palais-Royal à Paris.
- 1724 : intronisation du pape Benoît XIII.
- 1769 : intronisation du pape Clément XIV.

## Sciences et techniques
- 1783 : les frères Montgolfier font voler la première montgolfière à Annonay (France, actuel département de l'Ardèche)[2].
- 1896 : le premier Ford Quadricycle roule à Détroit dans le Michigan (États-Unis)[3].
- 1996 : vol inaugural de la fusée Ariane 5 qui se solde par un échec[4].
- 2010 : premier vol du Dragon Spacecraft Qualification Unit de l'Américain SpaceX[5].

## Économie et société
- 1411 : le roi de France Charles VI accorde un monopole de l'affinage du roquefort à la paroisse de Roquefort-sur-Soulzon.
- 1917 : création du prix Pulitzer[6].
- 1970 : suppression en droit français de la notion de chef de famille au profit de l'autorité parentale conjointe[7].
- 2004 : ravages à Granby dans le Colorado américain par le « Killdozer » de Marvin Heemeyer[8].

## Naissances

### XIIIesiècle
- Entre le 5 juin 1220 et ce 4 juin en 1221 : Przemysl Ier, duc de grande Pologne († 4 juin 1257).

### XVIIIesiècle
- 1738 : George III, roi du Royaume-Uni († 29 janvier 1820).
- 1742 : Ignacio Jordán Claudio de Asso y del Río, naturaliste, juriste et historien espagnol († 21 mai 1814).
- 1771 : Charles Antoine Morand, militaire français († 2 septembre 1835).

### XIXesiècle
- 1818 : Philippe Fournier, homme politique suisse († 18 août 1886).
- 1843 : Charles Conrad Abbott, archéologue et naturaliste américain († 27 juillet 1919).
- 1860 : Alexis Lapointe, athlète et personnage de légende québécois († 12 janvier 1924).
- 1867 : baron Carl Gustaf Emil Mannerheim, maréchal de Finlande († 27 janvier 1951).
- 1871 : Louis Soutter, dessinateur et peintre suisse († 20 février 1942).
- 1887 : Giorgio Zampori, gymnaste italien, quadruple champion olympique († 7 décembre 1965).
- 1891 : Leopold Vietoris, mathématicien autrichien († 9 avril 2002).
- 1894 : la Bolduc (Mary Rose Anna Travers dite), musicienne canadienne († 20 février 1941).

### XXesiècle
- 1903 : Ievgueni Mravinski, chef d’orchestre russe († 19 janvier 1988).
- 1904 : 
  - Bhagat Puran Singh (en) en sikhisme ci-après († 1992).
  - Raymond Rouleau, acteur et réalisateur belge († 11 décembre 1981).
- 1907 : Rosalind Russell, actrice américaine († 28 novembre 1976).
- 1910 : Sergio Pignedoli, prélat italien († 15 juin 1980).
- 1911 :
  - Faustino Oramas, musicien cubain († 27 mars 2007).
  - André Postel-Vinay, résistant et haut fonctionnaire français († 11 février 2007).
- 1912 : Robert Jacobsen, sculpteur et peintre danois († 26 janvier 1993).
- 1915 :
  - Modibo Keïta, premier président du Mali de 1960 à 1968 († 16 mai 1977).
  - Hilmar Myhra, sauteur à ski norvégien († 13 avril 2013).
- 1916 : Robert Furchgott, biochimiste et pharmacologue américain, prix Nobel de médecine 1998 († 19 mai 2009).
- 1917 : Robert Merrill, baryton américain († 23 octobre 2004).
- 1921 : 
  - Don Diamond, acteur américain († 19 juin 2011).
  - Jean Poirier, chercheur, ethnologue, sociologue et juriste français docteur ès lettres et ès droit († 2 juillet 2009).
- 1922 : Pietro Lombardi, lutteur italien, champion olympique († 5 octobre 2011).
- 1924 :
  - Antoni Ramallets, footballeur espagnol († 30 juillet 2013).
  - Dennis Weaver, acteur américain († 24 février 2006).
- 1925 : José Torres, acteur vénézuélien de cinéma et de télévision.
- 1928 : Charles Vandame, prélat français, prêtre jésuite missionnaire au Tchad puis archevêque de N'Djamena de 1981 à 2003.
- 1930 :
  - Françoise Graton, actrice québécoise († 7 novembre 2014).
  - Viktor Tikhonov, joueur et entraîneur soviétique de hockey sur glace († 24 novembre 2014).
- 1931 : Arthur Piroton, auteur de bandes dessinées belge († 22 janvier 1996).
- 1932 : John Drew Barrymore, acteur américain († 29 novembre 2004).
- 1933 :
  - Godfried Danneels, prélat belge († 14 mars 2019).
  - Rafael Peralta, rejoneador espagnol.
- 1934 : Pierre Eyt, prélat français († 11 juin 2001).
- 1935 : Colette Boky, soprano québécoise.
- 1936 : Bruce Dern, acteur américain.
- 1937 : Freddy Fender, chanteur et guitariste américain de descendance mexicaine († 14 octobre 2006).
- 1939 : Denis de Belleval, fonctionnaire, homme politique et administrateur québécois.
- 1941 : Jean-Claude Magnan, escrimeur français, champion olympique.
- 1942 : Jan Wienese, rameur néerlandais, champion olympique.
- 1944 :
  - Antoine (Pierre Muraccioli dit), chanteur et documentariste français de voyages.
  - Serge Daney, critique cinématographique français († 12 juin 1992).
  - Michelle Phillips, chanteuse du groupe The Mamas & the Papas, et actrice américaine.
  - Patrick Préjean, comédien et doubleur vocal français.
  - Alain Rodet, homme politique français.
- 1945 : Gordon Waller (en), chanteur, compositeur et guitariste anglais du duo Peter and Gordon († 17 juillet 2009).
- 1947 :
  - Alain de Greef, professionnel de l'audiovisuel français († 29 juin 2015).
  - Viktor Klima, homme politique autrichien.
- 1948 : Sandra Post, golfeuse professionnelle canadienne.
- 1949 : 
  - Gabriel Arcand, acteur québécois.
  - Kikoka Gaytoni Toni, homme politique de la République démocratique du Congo († 13 juillet 2024).
- 1950 : Raymond Dumais, évêque québécois († 19 octobre 2012).
- 1951 : Bronisław Malinowski, athlète polonais, champion olympique du 3 000 m steeple († 27 septembre 1981).
- 1953 : Jimmy McCulloch, guitariste anglais du groupe Wings († 27 septembre 1979).
- 1957 : John Treacy, athlète irlandais, spécialiste des courses de fond et de cross-country.
- 1958 : Josélito Michaud, imprésario et animateur de télévision québécois.
- 1961 : El DeBarge, chanteur américain du groupe DeBarge.
- 1963 : Launi Meili, tireuse sportive américaine, championne olympique.
- 1965
  - Michael Doohan, pilote de moto australien.
  - Shannon Walker, astronaute américaine.
- 1966 : Cecilia Bartoli, mezzo-soprano italienne.
- 1967 : Marie NDiaye, écrivain français.
- 1968 : 
  - Fares Kilzie, entrepreneur russe.
  - Yoo Nam-kyu, pongiste sud-coréen, premier champion olympique de tennis de table.
- 1969 : Delphine Levy, responsable française d'institutions culturelles, directrice de Paris Musées de 2013 à sa mort subite († 13 juillet 2020).
- 1970 :
  - Deborah Compagnoni, skieuse alpine italienne.
  - Richie Hawtin, DJ, compositeur et producteur de musique canadien.
  - Izabella Scorupco, actrice polonaise.
- 1971 :
  - Joseph Kabila, président de la République démocratique du Congo de 2001 à 2019, successeur de l'ancien guérilléro Laurent-Désiré Kabila.
  - Noah Wyle, acteur américain.
- 1972 :
  - Ysa Ferrer, chanteuse, actrice et compositrice française.
  - Derian Hatcher, joueur de hockey sur glace américain.
  - György Kolonics, canoéiste hongrois, double champion olympique († 15 juillet 2008).
  - Joe Hill, écrivain américain de fantastique.
- 1974 : Darin Erstad, joueur de baseball américain.
- 1975 :
  - Russell Brand, comédien anglais.
  - Henry Burris, joueur américain de football américain et canadien.
  - Clermont Jolicoeur, acteur québécois.
  - Angelina Jolie, actrice américaine.
- 1976 : Nenad Zimonjić, joueur de tennis serbe.
- 1977 : Mohamed Oukil, footballeur algérien.
- 1978 : Joshua McDermitt, acteur américain.
- 1979 : Emmanuel Dodé, navigateur et skipper français.
- 1980 :
  - François Beauchemin, joueur de hockey sur glace québécois.
  - Pontus Farnerud, footballeur suédois.
  - Thor Kristensen, rameur d'aviron danois, champion olympique.
- 1981 : Yoúrkas Seïtarídis, footballeur grec.
- 1982 : Maria Olaru, gymnaste roumaine, championne olympique.
- 1983 :
  - Emmanuel Eboué, footballeur ivoirien.
  - Guillermo García-López, joueur de tennis espagnol.
  - Romaric N'Dri Koffi, footballeur ivoirien.
  - Linda Pradel, handballeuse française.
- 1984 :
  - Henri Bedimo, footballeur camerounais.
  - Ian White, joueur de hockey sur glace canadien.
- 1985 :
  - Louis Burton, navigateur français.
  - Anna-Lena Grönefeld, joueuse de tennis allemande.
  - Evan Lysacek, patineur artistique individuel américain.
  - Lukas Podolski, footballeur allemand.
  - Bar Refaeli, mannequin israélien.
- 1986 : Arthur Dreyfus, écrivain et journaliste français.
- 1988 : Matt Bartkowski, joueur de hockey sur glace américain.
- 1989 : Bernard Le Roux, joueur de rugby franco-sud-africain.
- 1990 : Camila Colombo, joueuse d'échecs uruguayenne.
- 1991 :
  - Koumba Cissé, handballeuse française.
  - Daniel Jerent, épéiste français.
- 1993 : Jonathan Huberdeau, joueur de hockey sur glace québécois.
- 1994 : Valentin Lavigne, footballeur français.
- 1996 : Maria Bakalova (Мария Бакалова), actrice bulgare.

### XXIesiècle
- 2021 : Lilibet Mountbatten-Windsor, issue de la famille royale britannique, fille du prince Harry, duc de Sussex, et de Meghan Markle.

## Décès

### IVesiècle
- 384, 385 ou avant/vers 397 (date de fête comme la plupart des saints infra, sinon date assurée de mort) : saint Optat de Milève, théologien et évêque de l'empire romain (° à une date inconnue).

### VIIIesiècle
- 756 : Shōmu, 45e empereur du Japon (° 701).

### Xesiècle
- 902 : Umara ibn Wathima, historien musulman.

### XIesiècle
- 1039 : Conrad II le Salique, élu roi de Germanie en 1024, roi des Romains et empereur du Saint-Empire romain germanique en 1027, roi de Bourgogne en 1032, jusques à sa mort (° vers 990).

### XIIesiècle
- 1102 : Ladislas Ier Herman, duc de Pologne (° 1042).

### XIIIesiècle
- 1206 : Adèle de Champagne, reine de France, veuve du roi Louis VII et mère de Philippe Auguste (° vers 1140).
- 1246 : Isabelle d'Angoulême, épouse de Jean sans Terre (° vers 1188).
- 1257 : Przemysl Ier, duc de grande Pologne (° entre le 5 juin 1220 et le 4 juin 1221).

### XIVesiècle
- 1304 : Sambor, prince de Rügen (° 1267).

### XVIIesiècle
- 1627 : Marie de Bourbon, duchesse de Montpensier (° 15 octobre 1605).

### XVIIIesiècle
- 1798 : Giacomo Casanova, aventurier vénitien (° 2 avril 1725).

### XIXesiècle
- 1852 : James Pradier, sculpteur suisse (° 1790).
- 1872 : 
  - Stanislaw Moniuszko, compositeur et directeur de théâtre polonais (° 5 mai 1819).
  - Johan Rudolf Thorbecke, personnalité politique néerlandaise (° 14 janvier 1798).
- 1886 : 
  - Jacques Adert, helléniste et journaliste français (° 7 février 1817).
  - Emmanuel Brune, architecte français (° 30 décembre 1836).

### XXesiècle
- 1912 : Josep Sanyas militaire et poète français (° 26 septembre 1861).
- 1928 : Zhang Zuolin, seigneur de la guerre chinois (° 19 mars 1875).
- 1937 : Ekaterina Guorguievna Gueladzé, mère de Joseph Staline (° 10 octobre 1858).
- 1940 : Albert Salsas, historien français (° 26 février 1864).
- 1941 : Guillaume II, dernier empereur d'Allemagne, de 1888 à 1918 (° 27 janvier 1859).
- 1942 :
  - Mordechai Gebirtig, compositeur et poète polonais (° 4 janvier 1877).
  - Reinhard Heydrich, général SS allemand, personnage important du Troisième Reich, mort des suites d’un attentat de la Résistance tchèque (° 7 mars 1904).
- 1944 : Fernand Herrmann, acteur français (° 21 février 1886).
- 1951 : Serge Koussevitzky, chef d’orchestre russe (° 26 juillet 1874).
- 1959 : Paul Guédon, poète français (° 15 janvier 1890).
- 1964 : Georg Eißer, juriste allemand (° 11 juillet 1898).
- 1968 : Dorothy Gish, actrice américaine (° 11 mars 1898).
- 1973 :
  - Maurice René Fréchet, mathématicien français académicien ès sciences (° 2 septembre 1878).
  - Murry Wilson, producteur de musique américain (° 2 juillet 1917).
- 1975 : Frida Leider, cantatrice allemande (° 18 avril 1888).
- 1976 : Walter Geering, juriste suisse (° 8 novembre 1890).
- 1977 : Louis Hickel, résistant, médecin et homme politique français (° 12 octobre 1920).
- 1993 : André Girard, résistant français (° 22 avril 1909).
- 1994 : Derek Leckenby (en), guitariste anglais du groupe Herman's Hermits (° 14 mai 1943).
- 1997 : Ronnie Lane, musicien britannique du groupe Small Faces (° 1er avril 1946).

### XXIesiècle
- 2001 : John Hartford, musicien et compositeur américain (° 30 décembre 1937).
- 2002 : Fernando Belaúnde Terry, homme d’État péruvien, président du Pérou de 1963 à 1968 puis de 1980 à 1985 (° 7 octobre 1912).
- 2003 : Michel Peyrelon, acteur français (° 10 octobre 1936).
- 2004 :
  - Steve Lacy, saxophoniste américain (° 23 juillet 1934).
  - Nino Manfredi, réalisateur et acteur italien (° 22 mars 1921).
- 2005 : Chloe Jones, actrice américaine (° 17 juin 1975).
- 2007 :
  - Clete Boyer, joueur de baseball américain (° 9 février 1937).
  - Freddie Scott (en), chanteur et compositeur américain (° 24 avril 1933).
  - Zakia Zaki, journaliste afghane. (° 1962)
- 2012 :
  - Édouard Khil, chanteur baryton russe (° 4 septembre 1934).
  - Herb Reed, chanteur américain du groupe The Platters (° 7 août 1928).
- 2013 : Joey Covington, musicien et compositeur américain des groupes Hot Tuna et Jefferson Airplane (° 27 juin 1945).
- 2014 : Don Zimmer, joueur, gérant et instructeur de baseball professionnel américain (° 17 janvier 1931).
- 2017 : Roger Smith, acteur et scénariste américain (° 18 décembre 1932).
- 2019 : Zakaria Ben Mustapha, homme politique tunisien (° 7 juillet 1925).
- 2021 : Jacques Amalric, journaliste français de presse écrite (° 6 octobre 1938).
- David Dushman, Vadim Kapranov, Friederike Mayröcker, Barbara Mertens, John Malcolm Patterson, Clarence Williams III.
- 2022 : Robert Laurie, joueur de rugby à XIII australien (° ? 1956).
- 2023 :
  - Mariano Arana, architecte uruguayen (° 6 mars 1933).
  - Germán Chaves, coureur cycliste colombien (° 9 mars 1995).
  - Pierre Gruneberg, moniteur français de ski et de natation, auteur de méthodes d'apprentissage de ces sports (° 6 mars 1931).
  - Sulochana Latkar, actrice indienne (° 30 juillet 1928).
  - Zdenek Pouzar, mycologue tchécoslovaque puis tchèque (° 13 avril 1932).
  - Ruth Schweikert, écrivain suisse (° 15 juillet 1964).
  - George Winston, pianiste américain (° 26 décembre 1949).
- 2024 : Dicoh Mariam, chimiste ivoirienne (° 1944).

## Célébrations

### Internationale
« Journée internationale des enfants victimes innocentes d'agression(s) », établie par une résolution de l'Assemblée générale des Nations unies du 19 août 1982.

### Nationales
- Finlande (Union européenne à zone euro) : « fête du drapeau » national en l'honneur des forces armées finlandaises placée le jour anniversaire de la naissance du baron Carl Gustaf Emil Mannerheim maréchal de Finlande en 1867 ci-avant[10].
- Hongrie (Union européenne) : « journée d'unité nationale » commémorant l'anniversaire du traité de Trianon[11].
- Tonga : « fête nationale » ou « fête de l'émancipation ».

### Religieuses
- Sikhisme : anniversaire de naissance de Bhagat Puran Singh (en)[réf. nécessaire] en 1904 ci-avant.
- Christianisme : mémoire de Marie & Marthe, sœurs de Lazare et saintes à son instar du lectionnaire de Jérusalem à Béthanie, au-dessus, avec lecture circonstanciée des Ac. 1, 12(-14) ou de I Tim. 3, 14(-16) et Lc 10, 38-42 ; avec pour mot commun maison (Ps. 25, 8 ; I Tim. 3, 15 ; Lc 10, 38).

### Saints des Églises chrétiennes

#### Saints catholiques et orthodoxes du jour
Référencés ci-après in fine, :
- Aldegrin de Baume († 939) -ou « Adegrin », « Adalgrin »-, soldat puis disciple de saint Bernon, ermite bénédictin près de Baume-les-Messieurs.
- Bréaca (Ve siècle), moniale irlandais, disciple de sainte Brigitte de Kildare, établie dans les Cornouailles.
- Marthe de Béthanie († Ier siècle), personnage des Evangiles - fêté le 4 juin en Orient et le 29 juillet en Occident.
- Méthode († 1392), disciple de saint Serge de Radonège, fondateur du monastère de Piechnocha en Russie.
- Métrophane († 314), archevêque de Constantinople.
- Ninnoc († 467 ou 486), princesse de Cumberland, filleule de saint Columkill, abbesse fondatrice de Lanennok à Plœmeur en Bretagne.
- Optat de Milève (vers 320 - 385/384 ou avant/vers 397), évêque de Milève en Numidie et théologien.
- Pétroc de Bodmin (° vers 594) -ou « Perrec », « Perreux », « Perrog », « Petroc » ou « Petrock »-, moine de Padstow au Pays de Galles, ainsi que ses disciples, les saints Dégan, Medan et Croidan.

Saints catholiques du jour
- Antoine Zawistowski et Stanislas Starowieyski († 1942), bienheureux prêtre et laïc polonais martyrs.
- Francesco Pianzola († 1943), bienheureux prêtre italien et fondateur d'une congrégation religieuse.
- Francesco Ronci († 1294), bienheureux religieux et cardinal italien.
- François Caracciolo († 1608), religieux italien.
- José María Gran Cirera et ses compagnons (XXe siècle), bienheureux prêtre et laïcs martyrs du Guatemala.
- Margaret de Valduc († 1277), bienheureuse abbesse dans le Brabant.
- Pacifique de Cerano († 1482), bienheureux religieux franciscain italien.
- Philippe Smaldone († 1923), prêtre italien fondateur d'une congrégation religieuse.
- Robert d'Uzès († 1296), religieux dominicain français.

Saints orthodoxes du jour
- Méthode de Radonège († 1392), moine.

#### Saints et bienheureux catholiques du jour
- Antoni Zawistowski et Stanislas Starowieyski († 1942), bienheureux, martyrs au camp de Dachau[12].
- Clotilde († 545), princesse burgonde, deuxième épouse du premier roi franc Clovis et l'ayant incité à se convertir au christianisme en se faisant baptiser par saint Rémi, amie de la Gallo-Romaine de l'actuelle Nanterre sainte Geneviève de Paris.
- Francesco Pianzola († 1943), bienheureux prêtre italien et fondateur d'une congrégation religieuse.
- François Caracciolo († 1608), clerc régulier, un des fondateurs des Clercs réguliers mineurs.
- Francesco Ronci († 1294), bienheureux religieux italien.
- José María Gran Cirera et ses compagnons († XXe siècle), bienheureux prêtre et laïcs guatemaltais martyrs.
- Margaret de Valduc († 1277), bienheureuse abbesse belge.
- Nicolas et Trano († ?), ermites légendaires dans une grotte de granit de Luogosanto en Sardaigne.
- Pacifique de Cerano († 1482), bienheureux, prêtre franciscain.
- Philippe Smaldone († 1923), prêtre italien et fondateur d'une congrégation religieuse.
- Robert d'Uzès († 1296), religieux dominicain français.

#### Saints orthodoxes?
- Méthode de Radonège († 1392), moine.

### Prénoms du jour
Bonne fête aux Clotilde et ses variantes et dérivé aphérétique : Clothilde, Clotilda, Hilda (voir aussi "Mathilde" et ses propres variantes), Klot(h)ild, Klot(h)ilda (voir la veille 3 juin dans le calendrier breton traditionnel).
Et aussi aux :
- Marthe (pour les Églises d'Orient) et ses variantes : Marta, Martha, etc.
- Aux Ninog et ses variantes également bretonnes/celtiques : Nennok, Nin(n)oc(k), Ninnog, etc.

## Traditions et superstitions

### Dictons
- « À sainte-Clotilde, de fleur en buisson, abeille butine à foison. »[14]
- « À saint-Optat, tes fourrages en bas. »[15],[16].
- « Mauvais temps le jour de Sainte Marthe, n'est rien car il faut qu'il parte. »

### Astrologie
Signe du zodiaque : 14e jour du signe astrologique des Gémeaux.

## Toponymie
Les noms de plusieurs voies, places, sites ou édifices de pays ou régions francophones contiennent cette date sous des graphies diverses : voir Quatre-Juin .